# Lohn (Schaffhausen)
Lohn és un municipi del cantó de Schaffhausen (Suïssa).